# Antony dos Santos
Antony Matheus dos Santos (Osasco, São Paulo, 24 de febrero de 2000), conocido simplemente como Antony, es un futbolista brasileño que juega como delantero en el Manchester United F. C. de la Premier League de Inglaterra.

## Biografía
Antony nació en Osasco, São Paulo, y creció en Inferninho, una favela alejada del centro de la ciudad. De pequeño, jugaba al fútbol donde podía, en la calle o en su casa, combinando su afición al fútbol sala con el fútbol callejero y asistiendo regularmente a los partidos del São Paulo FC con su tía. Es de ascendencia portuguesa. El 16 de septiembre de 2024 se comprometió con su novia Rosilene Silva.

## Trayectoria en clubes

### São Paulo
Procedente del Grêmio Esportivo Osasco, empezó a jugar al fútbol a una edad temprana, y pronto se fijó en él el São Paulo, que le ofreció un contrato en 2010, con 10 años, donde ingresó en su cantera. Durante sus años de juvenil, Antony luchó por tener minutos de juego y estuvo a punto de ser despedido de las categorías inferiores del club, pero el personal convenció a su entrenador para que se quedara con él. Mientras estaba en la cantera, Antony conoció a Helinho e Igor Gomes, haciéndose buenos amigos en el proceso. En septiembre de 2018, Antony ayudó a su equipo a ganar el torneo J-League Challenge en Japón, siendo nombrado mejor jugador del torneo.
Ese mismo mes, el 26 de septiembre, Antony, junto a Helinho e Igor Gomes, fue ascendido a la selección absoluta, y firmó un contrato hasta septiembre de 2023. El 15 de noviembre debutó con el primer equipo, entrando como suplente por Helinho en el empate a uno contra el Grêmio. Inmediatamente fue degradado al equipo sub-20 del club, para participar en la Copa São Paulo de Futebol Júnior, que su equipo ganó, marcando en la final contra el Vasco da Gama, además de ser nombrado mejor jugador del torneo, por sus 4 goles y 6 asistencias en los 9 partidos que jugó en la competición.
Tras sus impresionantes actuaciones en el torneo, Antony regresó al primer equipo, y con el São Paulo luchando en el Campeonato Paulista, comenzó a recibir más minutos en el primer equipo. Marcó su primer gol el 21 de marzo, en un empate a uno contra el São Caetano, en el que el Tricolor encajó un gol en el tiempo añadido. Inmediatamente se destacó como una de las revelaciones de la competición, marcando dos goles, incluyendo uno en la final contra Corinthians un mes después, donde su equipo perdió 2-1 en el global.El 18 de julio, acordó una prórroga hasta 2024.
El 5 de marzo de 2020, Antony debutó en la Copa Libertadores, siendo titular en la derrota del São Paulo por 2-1 ante el Binacional peruano. Tras el estallido de la pandemia COVID-19, la temporada se detuvo durante varios meses, por lo que Antony hizo su última aparición con el club el 14 de marzo, participando en la victoria por 2-1 sobre su rival Santos en el derbi San-São.

### Ajax
El 23 de febrero de 2020, Ajax fichó a Antony con un contrato de cinco años, efectivo a partir del 1 de julio de 2020, por una cantidad inicial de 13 millones de libras, que podría haber ascendido a 18,2 millones de libras. Debutó con el club el 13 de septiembre de 2020, marcando el único gol de la victoria a domicilio ante el Sparta Rotterdam. Debutó en la Liga de Campeones de la UEFA el 27 de octubre, en un empate 2-2 contra el Atalanta, abandonando el campo en el minuto 90, tras un choque con Ruslan Malinovskyi, antes de marcar su primer gol en la competición el 3 de noviembre de 2020, en la victoria a domicilio por 2-1 ante el Midtjylland.
Durante la temporada 2020-21, Antony compitió con David Neres por un puesto en la alineación titular, ganándose finalmente el puesto, contribuyendo en 46 apariciones y terminando la temporada con 11 goles y 10 asistencias, incluyendo un gol en la derrota por 3-1 del Vitesse en la final de la copa nacional, ayudando al Ajax a ganar el doblete nacional de la Eredivisie y la Copa KNVB.
La temporada siguiente, a pesar de los fichajes de Mohamed Daramy y Steven Berghuis, Antony mantuvo su puesto en el equipo titular, y con sus dos goles y cinco asistencias ante Sporting CP y Borussia Dortmund, el Ajax se convirtió en el primer club holandés en ganar los seis partidos de la fase de grupos de la Liga de Campeones en la historia de la competición. Sus tres goles y una asistencia le valieron el premio al Jugador del Mes y al Talento del Mes de diciembre de la liga. El 20 de marzo, Antony marcó un dramático gol en los últimos minutos de la victoria por 3-2 contra De Klassieker, rival del Feyenoord, en la Eredivisie, a los cinco minutos del tiempo añadido, antes de ser expulsado, tras recibir una segunda tarjeta amarilla segundos después por pérdida de tiempo.
Nueve días después, durante un partido de clasificación para la Copa Mundial de la FIFA 2022, Antony se lesionó el tobillo, lo que le impidió jugar el resto de la temporada. Terminó la campaña con 12 goles y 10 asistencias, y el Ajax revalidó el título de la Eredivisie.

«Fui muy feliz en Amsterdam, gané títulos en el Ajax, hice amigos y construí parte de mi carrera, pero ahora refuerzo que estoy listo y lleno de motivación para seguir mi historia y mis sueños. La gente tiene que escucharme y entender que mi motivación me mueve hacia la felicidad».

Tras su regreso de la lesión contra el Fortuna Sittard el 6 de agosto, la temporada 2022-23 estuvo precedida por una disputa sobre el deseo de Antony de abandonar el Ajax. Después de que el Ajax rechazara el interés expresado por el Manchester United por hacerse con los servicios de Antony, incluida una oferta de traspaso de 85 millones de euros, no se presentó a los entrenamientos y quedó fuera de las convocatorias de los partidos contra el Sparta de Róterdam y el Utrecht. En una entrevista, Antony reveló que había querido marcharse en febrero, pero esperó hasta el final de la ventana de verano para que se procediera al traspaso, rechazando una renovación de contrato del Ajax para «seguir sus sueños».

### Manchester United
El 30 de agosto de 2022, el Ajax confirmó que había llegado a un acuerdo con Manchester United para el traspaso de Antony. Dos días después, Antony firmó un contrato de cinco años por un traspaso de 95 millones de euros (82 millones de libras), con otros 5 millones de euros (4,27 millones de libras) en complementos, el tercer mayor traspaso jamás pagado por el club tras Paul Pogba y Romelu Lukaku y ha sido el mayor traspaso del Ajax y de la Eredivisie. A su llegada al club se le entregó el dorsal número 21 que anteriormente había llevado Edinson Cavani, que recientemente había abandonado el club.
El 4 de septiembre, Antony marcó en su debut con el club en una victoria por 3-1 en la liga local sobre rivales. Arsenal. Volvió a marcar en el siguiente partido de liga del United, una derrota por 6-3 ante el rival local Manchester City el 2 de octubre. La semana siguiente, marcó por tercer partido de liga consecutivo para igualar el marcador en Everton, cuando el United ganó 2-1, convirtiéndose en el primer jugador del United en marcar en sus tres primeros partidos consecutivos de la Premier League.El 23 de febrero de 2023, Antony también marcó el gol de la victoria en el partido Europa League playoff por 2-1, entrando como suplente en el descanso, sobre el Barcelona, un día antes de su 23 cumpleaños. El 26 de febrero, fue titular en la final de la EFL Cup 2023 en la que el Manchester United venció al Newcastle United por 2-0 en el Wembley Stadium, ganando su primer trofeo con el club. Tras más de un año sin poder marcar en Old Trafford, Antony puso fin a su sequía goleadora el 17 de marzo de 2024, marcando en la victoria por 4-3 ante su eterno rival Liverpool en los FA Cup quarterfinal. 
En su primera etapa, Antony jugó 96 partidos con el United, anotando 12 goles y proporcionando 5 asistencias.

### Cesión al Real Betis
El 25 de enero de 2025, Antony fue cedido al club de La Liga Real Betis hasta el final de la temporada 2024-25. Antony debutó en un partido contra el Athletic Club el 2 de febrero. En el minuto quince, Antony realizó un disparo a puerta que fue desviado por el portero del Athletic Unai Simón hacia su compañero del Real Betis Isco, quien lo convirtió en el primer gol, posteriormente el partido terminó en empate 2-2 con el otro gol marcado por Romain Perraud; Antony más tarde pasó a ganar el premio al mejor  Jugador del partido en el juego por sus buenos esfuerzos, y, además, recibir la recompensa de nuevo al anotar en una derrota por 3-2 ante el Celta de Vigo el 9 de febrero, que fue, además, su primer gol de su carrera en el Real Betis.
El 13 de febrero de 2025, Antony marcó su primer gol europeo con el Betis desde fuera del área y también participó en el segundo gol, que acabó colocando al Betis en una posición dominante para alcanzar la Conference League knockout stage al vencer al Gent.
El 16 de febrero, Antony marcó su segundo gol en Liga con el Betis, esta vez contra la Real Sociedad, y dio una asistencia a su compañero Marc Roca en la goleada por 3-0.
El 19 de febrero de 2025, se anunció que Antony había sido nominado al Jugador del Mes de La Liga tras su exitosa temporada en el club, siendo su principal rival para el premio Kylian Mbappé.
El 6 de marzo de 2025 disputó un partido por la ida de los octavos de final de Conference League contra el Vitoria Guimaraes en donde asistió a su compañero Cédric Bakambu en el primer gol de su equipo en el partido que acabó 2-2.
Fue el artífice de la victoria para alcanzar la final del certamen por primera vez del club y vencer a la ACF Fiorentina en el Artemio Franchi por 1-2. El equipo finalmente perdería la final contra el Chelsea por 1-4.

## Selección nacional

### Juvenil
El 15 de mayo de 2019, fue convocado con la selección brasileña sub-23 para el Torneo de Toulon 2019, ayudando a su equipo a ganar la competición, marcando dos goles, uno de ellos en la final contra la Japón.
El 17 de junio de 2021, Antony fue convocado en la selección brasileña sub-23 para los Juegos Olímpicos de Verano 2020. Fue titular en los seis partidos de Brasil en el torneo. En la final contra España, asistió a Malcom en el gol de la victoria de Brasil en la prórroga.

### Sénior, en la selección absoluta
Antony debutó con la selección brasileña el 7 de octubre de 2021 en un partido de Clasificación para el Mundial contra la Venezuela. Entró como suplente en el minuto 77 y marcó un gol en el tiempo añadido que estableció el marcador final de 3-1 para Brasil. El 7 de noviembre de 2022, fue incluido en la lista de convocados para la Copa Mundial de la FIFA 2022.
El 4 de septiembre de 2023, Antony fue expulsado de la convocatoria de Brasil para los partidos de Clasificación para la Copa Mundial de la FIFA 2026 contra Bolivia y Perú tras las acusaciones de violencia doméstica contra su exnovia.

#### Participaciones en Copas del Mundo
| Torneo            | Sede  | Resultado        | Partidos | Goles | Asistencias |
| Copa Mundial 2022 | Catar | Cuartos de final | 4        | 0     | 1           |

## Estadísticas

### Clubes
Actualizado al último partido disputado el 28 de mayo de 2025.
| Club                               | Div.          | Temporada     | Liga  | Liga  | Liga   | Estatal | Estatal | Estatal | Copas nacionales | Copas nacionales | Copas nacionales | Copas internacionales | Copas internacionales | Copas internacionales | Total | Total | Total  |
| Club                               | Div.          | Temporada     | Part. | Goles | Asist. | Part.   | Goles   | Asist.  | Part.            | Goles            | Asist.           | Part.                 | Goles                 | Asist.                | Part. | Goles | Asist. |
| ---------------------------------- | ------------- | ------------- | ----- | ----- | ------ | ------- | ------- | ------- | ---------------- | ---------------- | ---------------- | --------------------- | --------------------- | --------------------- | ----- | ----- | ------ |
| São Paulo F. C. · Brasil           | 1.ª           | 2018          | 2     | 0     | 0      | —       | —       | —       | —                | —                | —                | —                     | —                     | —                     | 2     | 0     | 0      |
| São Paulo F. C. · Brasil           | 1.ª           | 2019          | 24    | 4     | 7      | 14      | 2       | 0       | 1                | 0                | 0                | 6                     | 1                     | 2                     | 45    | 9     | 9      |
| São Paulo F. C. · Brasil           | 1.ª           | 2020          | 0     | 0     | 0      | 6       | 3       | 2       | 0                | 0                | 0                | 2                     | 1                     | 0                     | 8     | 4     | 2      |
| São Paulo F. C. · Brasil           | Total club    | Total club    | 26    | 4     | 7      | 20      | 5       | 2       | 1                | 0                | 0                | 8                     | 2                     | 2                     | 55    | 13    | 11     |
| Ajax de Ámsterdam · Países Bajos   | 1.ª           | 2020-21       | 32    | 13    | 14     | —       | —       | —       | 4                | 1                | 2                | 10                    | 3                     | 3                     | 46    | 17    | 19     |
| Ajax de Ámsterdam · Países Bajos   | 1.ª           | 2021-22       | 23    | 10    | 9      | —       | —       | —       | 3                | 3                | 0                | 7                     | 3                     | 3                     | 33    | 16    | 12     |
| Ajax de Ámsterdam · Países Bajos   | 1.ª           | 2022-23       | 2     | 1     | 2      | —       | —       | —       | 1                | 1                | 0                | —                     | —                     | —                     | 3     | 2     | 2      |
| Ajax de Ámsterdam · Países Bajos   | Total club    | Total club    | 57    | 24    | 25     | 0       | 0       | 0       | 8                | 5                | 2                | 17                    | 6                     | 6                     | 82    | 35    | 33     |
| Manchester United F. C. Inglaterra | 1.ª           | 2022-23       | 25    | 4     | 2      | —       | —       | —       | 10               | 2                | 1                | 9                     | 2                     | 0                     | 44    | 8     | 3      |
| Manchester United F. C. Inglaterra | 1.ª           | 2023-24       | 29    | 1     | 1      | —       | —       | —       | 5                | 2                | 1                | 4                     | 0                     | 0                     | 38    | 3     | 2      |
| Manchester United F. C. Inglaterra | 1.ª           | 2024-25       | 8     | 0     | 0      | —       | —       | —       | 2                | 0                | 0                | 4                     | 0                     | 0                     | 14    | 0     | 0      |
| Manchester United F. C. Inglaterra | Total club    | Total club    | 62    | 5     | 3      | 0       | 0       | 0       | 17               | 4                | 2                | 17                    | 2                     | 0                     | 96    | 11    | 5      |
| Real Betis Balompié · España       | 1.ª           | 2024-25       | 19    | 6     | 5      | —       | —       | —       | —                | —                | —                | 9                     | 4                     | 4                     | 28    | 10    | 9      |
| Real Betis Balompié · España       | Total club    | Total club    | 19    | 6     | 5      | 0       | 0       | 0       | 0                | 0                | 0                | 9                     | 4                     | 4                     | 28    | 10    | 9      |
| Total carrera                      | Total carrera | Total carrera | 166   | 39    | 39     | 20      | 5       | 2       | 26               | 10               | 4                | 51                    | 14                    | 12                    | 263   | 68    | 61     |

## Palmarés

### Títulos nacionales
| Título                   | Club                    | País         | Año  |
| ------------------------ | ----------------------- | ------------ | ---- |
| Copa de los Países Bajos | Ajax de Ámsterdam       | Países Bajos | 2021 |
| Eredivisie               | Ajax de Ámsterdam       | Países Bajos | 2021 |
| Eredivisie               | Ajax de Ámsterdam       | Países Bajos | 2022 |
| Copa de la Liga          | Manchester United F. C. | Inglaterra   | 2023 |
| FA Cup                   | Manchester United F. C. | Inglaterra   | 2024 |

### Títulos internacionales
| Título                    | Club (*)                   | Sede  | Año  |
| ------------------------- | -------------------------- | ----- | ---- |
| Torneo Olímpico de Fútbol | Selección de Brasil Sub-23 | Tokio | 2020 |

(*) Incluyendo la selección.